# Лисица (Томская область)
Лиси́ца — посёлок в Верхнекетском районе Томской области, Россия. Административный центр Макзырского сельского поселения.
Население — ↘280 (2021).

## География
Посёлок расположен на берегу одноимённой реки, огибающей его с запада. Южнее посёлка протекает река Миходеева, впадающая в Лисицу несколькими километрами юго-западнее от населённого пункта.

## Население
| 2002 | 2010 | 2012 | 2013 | 2014 | 2015 | 2021 |
| ---- | ---- | ---- | ---- | ---- | ---- | ---- |
| 494  | ↘419 | ↘413 | ↘393 | ↘378 | ↘354 | ↘280 |

## Местное самоуправление
Глава поселения — Валентина Георгиевна Звягина.

## Социальная сфера и экономика
В посёлке есть фельдшерско-акушерский пункт, дом культуры, средняя общеобразовательная школа и библиотека.
Основа местной экономической жизни — лесное и сельское хозяйство, розничная торговля.